# Tercería
Tercería es la intervención de un tercero en un proceso judicial en el que se ve perjudicado y formula una pretensión en el litigio incompatible con las demás pretensiones (ejecutante, ejecutado, otros terceristas). El tercero puede actuar por el embargo practicado sobre un bien que es de su propiedad o exigiendo el pago preferencial de su crédito con el producido de la venta del bien embargado. Según esta definición, las tercerías pueden ser: 
- De dominio: en la que el tercero alega ser el dueño, tener el dominio del bien embargado.
- De posesión: es aquella que hace valer poseedor sobre bienes que se han constituido en embargo
- De pago: busca el pago preferente en la regularización de las deudas del ejecutado, y busca un pago privilegiado por sobre el mismo tercerista
- De prelación: busca el pago en razón de las condiciones de privilegio de más de un acreedor
- De mejor derecho: cuando un tercero alega tener mejor derecho que el embargante para quedarse con el producto de la venta del bien embargado( ej.: acreedor hipotecario mejor derecho que el quirografario)

## Los terceros en el proceso
Las personas que, sin ser partes directas en el juicio, intervienen en él. Sin embargo esta definición no es más que una definición negativa, y no da una definición correcta desde el punto de vista procesal, ya que engloba tanto al juez como a la totalidad de la ciudadanía. Por lo tanto desde un punto de vista procesal, el tercero es aquel que no es parte, pero a la vez tiene un interés legítimo en el objeto de discusión y digno de amparo jurídico.
La legitimación activa para iniciar el procedimiento de tercería de dominio, recae sobre el propietario de un bien que es embargado en un procedimiento de ejecución del que no es parte como si el bien perteneciera a un tercero.

## las Tercerías de dominio
La tercería de dominio es un procedimiento contemplado para que el titular de un bien pueda impugnar el embargo del mismo por un tercero y ante el que la legislación proporciona un mecanismo de defensa al dueño que ve cómo se produce un embargo sobre su bien en la creencia de que pertenece a una tercera persona, respecto de la que se ha instado ejecución. Sin embargo, si el tercero no ejercitase sus derechos mediante la tercería de dominio, ya no podría interferir en la propiedad del bien y el embargo devendría definitivo.
El procedimiento de tercería de dominio tiene su inicio por la demanda presentada ante un juzgado que esté conociendo de la ejecución, en la que se deberá acompañar indicios suficientes del derecho de dominio sobre el bien cuyo embargo se quiere alzar. La demanda debe presentarse antes de que el bien embargado se transfiera al acreedor o a un tercero que lo adquiera.
El objeto del procedimiento se refiere única y exclusivamente a alzar el embargo trabado sobre un bien, sobre la base del dominio que tiene otra persona respecto del mismo distinta del deudor ejecutado. La contraparte solo podrá defenderse solicitando el mantenimiento del embargo o que el bien siga sujeto a ejecución.
Si una demanda de tercería de dominio es admitida, se suspende la ejecución respecto de ese bien, asimismo se debe ordenar la cancelación de la anotación preventiva que pudiera haber sobre el bien y de cualquier medida de garantía del embargo que hubiera sido adoptada.

## Regulación en Chile
Las tercerías se encuentran reglamentadas en Chile, entre los artículos 518 y 529 del Código de Procedimiento Civil, aplicándoseles en forma supletoria las normas sobre intervención de terceros en juicio, las reglas comunes a todo procedimiento, y en la medida en que esas normas no sean contrarias a lo que se dispone en este párrafo de las tercerías.
A diferencia del juicio ordinario, en el que se admite la intervención del tercero siempre que tenga interés actual en sus resultados, en el juicio ejecutivo solo se admite cuando una persona distinta del ejecutante o el ejecutado hace valer algún derecho que impida el pago total o parcial del ejecutante, con los bienes que se embargaron y realizaron. 
No se trata de hacer valer un derecho contrario a la acción del ejecutante, ni que vaya contra el carácter ejecutivo del juicio, ni que vaya en contra del título ejecutivo sino lo que es justo que el deudor pague con sus bienes y no con los de otra persona ajena a sus deudas.
Lo único que persigue el tercerista es :
- Que no se haga el pago al ejecutante con los bienes embargados porque son de su dominio.
- Que se respete su posesión de los bienes que han sido embargados, ya que el poseedor se reputa dueño.
- Que se respete su derecho para ser pagado primero que el ejecutante.
- Que se respete su derecho para concurrir en el pago.

### Tipos de tercería

#### Tercería de dominio
Esta se tramita en un cuaderno separado, teniendo como partes al ejecutante y al ejecutado. Su procedimiento se asemeja al de un juicio ordinario, aunque con la diferencia de que no se incluyen los escritos de réplica y dúplica. La demanda debe cumplir con los requisitos del artículo 254 del Código de Procedimiento Civil, pero el artículo 523 CPC es más estricto con la tercería de dominio que con una demanda ordinaria, ya que su omisión puede hacer que la demanda ni siquiera sea admitida.
Al presentar la demanda, el tercerista debe adjuntar documentos que acrediten su dominio sobre el bien embargado. Si el documento es un instrumento público y tiene origen anterior a la demanda ejecutiva, la tercería de dominio puede suspender el procedimiento de apremio. Para ello, el tercerista debe solicitar expresamente al tribunal la suspensión del cuaderno de apremio. Sin embargo, la regla general es que la tercería de dominio no suspende el apremio, a menos que cumpla con los dos requisitos mencionados. Si el tercerista no solicita la suspensión, el remate se llevará a cabo igualmente, adjudicando la subasta sobre los derechos que el deudor tenga o pretenda tener sobre el bien embargado.
Las resoluciones dictadas en la tercería de dominio son apelables, pero la apelación se concede en el solo efecto devolutivo, es decir, no suspende el procedimiento principal. Los artículos 519 y 520 CPC regulan situaciones en las que los derechos de terceros o copropietarios deben hacerse valer mediante la tercería de dominio. Por ejemplo, el artículo 519 CPC establece que la oposición de un comunero sobre la cosa embargada se tramita como tercería de dominio, mientras que el ejecutado puede solicitar la exclusión de bienes inembargables conforme al artículo 445 CPC.
El artículo 520 CPC permite que ciertos derechos del ejecutado también se tramiten como tercerías, cuando este alega una calidad diferente a la que se le atribuye en la ejecución. Ejemplos de ello son los casos en que un heredero es ejecutado por deudas de una herencia que no ha aceptado, cuando una persona repudia una herencia pero es perseguida por los acreedores del fallecido, o cuando los acreedores hereditarios embargan bienes propios de un heredero que no forman parte de la masa hereditaria.

#### Tercería de posesión
La tercería de posesión se tramita como un incidente, y si el tercerista acompaña antecedentes que constituyan una presunción grave de su posesión, la interposición de la tercería suspenderá la tramitación del cuaderno de apremio, según lo establecido en el artículo 522 del Código de Procedimiento Civil. La primera resolución del tribunal en esta tercería es "traslado y autos", lo que implica que se abre un período de prueba y se da la oportunidad a la parte ejecutante para que se pronuncie. Aunque la resolución que recibe la tercería debería notificarse por el estado diario, en la práctica los tribunales suelen ordenar la notificación por cédula.
Una vez que la tercería de posesión ha sido notificada, el procedimiento compulsivo del cuaderno de apremio queda suspendido hasta que se resuelva la incidencia. Como la tercería de posesión se rige por las normas de los incidentes, el tercerista debe presentar su lista de testigos dentro de los dos días siguientes a la notificación de la resolución que recibe la prueba. El único hecho que el tercerista debe probar es que efectivamente poseía el bien embargado antes de la traba del embargo.
En el caso de bienes inmuebles, para que la tercería de posesión sea acogida, el bien raíz debe estar inscrito a nombre del tercerista y no del deudor. Finalmente, tanto el tercerista de posesión como el de dominio tienen derecho a que, si pierden la tercería, no se decrete el retiro de los bienes embargados hasta pasados 10 días desde la traba del embargo, salvo que el juez, mediante resolución fundada, disponga lo contrario (artículo 521 en relación con el artículo 457 CPC).

#### Tercería de prelación
Para que la tercería de prelación sea procedente, deben cumplirse ciertos requisitos. En primer lugar, debe existir un título ejecutivo que respalde la deuda. En segundo lugar, el tercerista debe acompañar un instrumento o circunstancia que justifique su derecho a ser pagado con preferencia, aunque en algunos casos, como el derecho del posadero sobre los efectos introducidos en la posada, la preferencia no requiere de un documento específico. Finalmente, en su demanda, el tercerista debe explicar por qué su crédito no es simplemente un pagaré o un documento común, y especificar qué tipo de privilegio o preferencia invoca.
En la parte petitoria de la demanda, el tercerista solicita al tribunal que ordene que se le pague con preferencia al acreedor ejecutante, utilizando el producto obtenido del remate de los bienes del deudor. Sin embargo, el único efecto inmediato de esta tercería es suspender el pago al ejecutante, sin detener el procedimiento ejecutivo ni la tramitación del cuaderno de apremio, como sí ocurre en las tercerías de posesión y dominio.
La tercería de prelación se tramita como incidente, y solo es de previo y especial pronunciamiento en lo relativo a la distribución de los fondos obtenidos en la ejecución. Una vez realizado el remate de los bienes embargados, el tribunal ordenará con la tercería de prelación sea resuelta mediante sentencia firme.

#### Tercería de pago
Para que la tercería de pago sea procedente, el tercerista debe contar con un título ejecutivo y puede seguir dos caminos según la situación del juicio ejecutivo. En el primer caso, si solo existe un juicio ejecutivo en el cual se han embargado los últimos bienes disponibles, tanto el tercerista de pago como el ejecutante son acreedores valistas del mismo deudor. En esta situación, el tercerista presenta su tercería dentro del mismo procedimiento, la cual se tramita como incidente, sin suspender la ejecución ni el cuaderno de apremio, salvo en el momento del pago. Cuando se rematen los bienes, el dinero obtenido se distribuirá proporcionalmente entre los acreedores, según sus respectivos créditos.
En el segundo caso, si existen dos o más juicios ejecutivos contra el mismo deudor, pero uno de ellos está más avanzado que los otros y no quedan más bienes embargables, el artículo 528 del Código de Procedimiento Civil permite un procedimiento simplificado para proteger los derechos del acreedor que demandó después. En este escenario, el segundo acreedor puede solicitar al tribunal que conoce de su ejecución que oficie al tribunal del primer juicio, para que retenga una parte del dinero obtenido en el remate, asegurando así su cuota en la distribución. Además, el artículo 529 CPC otorga al tercerista la opción de hacerse parte del primer juicio como coadyuvante del ejecutante, lo que le permite participar en la ejecución y asegurarse de que su crédito sea considerado en la liquidación de los bienes.
Los artículos 528 y 529 CPC también regulan la situación del segundo depositario, con el fin de evitar colusiones o irregularidades en la administración de los bienes embargados. En este contexto, el artículo 528 inciso 2° es fundamental para reafirmar la figura del reembargo, permitiendo que varios acreedores puedan reclamar su derecho de cobro sobre un mismo bien ya embargado en otro juicio.
| Tipo de Tercería      | Finalidad | Procedimiento | Efectos | Normas Aplicables       |
| --------------------- | --- | --- | --- | ----------------------- |
| Tercería de Dominio   | Reclamar que el bien embargado es de propiedad del tercerista y no del deudor.                                                                | Se tramita en cuaderno separado, similar a un juicio ordinario, sin réplica ni dúplica. Debe cumplir los requisitos del art. 254 CPC.                                                                          | No suspende el cuaderno de apremio, salvo que el tercerista presente un instrumento público con origen anterior a la demanda ejecutiva.                             | Arts. 254, 519, 520 CPC |
| Tercería de Posesión  | Reclamar que el tercerista posee el bien embargado, aunque no pueda probar su dominio.                                                        | Se tramita como incidente. Si se presentan antecedentes que constituyan presunción grave de posesión, el cuaderno de apremio queda suspendido.                                                                 | Suspende el procedimiento ejecutivo hasta que se resuelva la incidencia. Para bienes inmuebles, el tercerista debe demostrar que el bien está inscrito a su nombre. | Arts. 522, 521, 457 CPC |
| Tercería de Prelación | Obtener pago preferente sobre el producto del remate, por contar con un crédito privilegiado (ejemplo: hipoteca, prenda).                     | Se tramita como incidente. No suspende la ejecución ni el cuaderno de apremio, solo el pago al ejecutante hasta que se resuelva la tercería.                                                                   | Solo suspende el pago al ejecutante, pero el remate y la ejecución siguen su curso.                                                                                 | Arts. 519, 520 CPC      |
| Tercería de Pago      | Permitir que varios acreedores valistas concurran a prorrata en la distribución del producto del remate cuando no hay más bienes embargables. | Se tramita como incidente. Puede seguir dos caminos: (1) dentro del mismo juicio ejecutivo o (2) solicitando a otro tribunal que oficie al que lleva el juicio más avanzado para retener una parte del remate. | No suspende la ejecución ni el cuaderno de apremio, salvo en el momento del pago. El dinero del remate se distribuye proporcionalmente entre los acreedores.        | Arts. 528, 529 CPC      |